# Antonio Dorregaray
Antonio Dorregaray y Rominguera (Ceuta, 11 de julio de 1823-Zaragoza, 21 de marzo de 1882) fue un militar español. 
Combatió en las filas legitimistas en la primera guerra carlista, pero en 1839 aceptó el Convenio de Vergara e hizo carrera en el Ejército liberal, combatiendo en numerosas campañas. 
Durante el Sexenio Revolucionario se incorporó de nuevo a la causa de Don Carlos. Nombrado capitán general de las provincias vasco-navarras, obtuvo las victorias de Montejurra (1873) y Monte Muro (1874). En 1874-75 fue comandante del ejército carlista del Centro (Maestrazgo). Fue acusado de haber traicionado a los carlistas y pactado con el gobierno la retirada del Ejército carlista del Centro, traición que pudo ser demostrada en el año 2006.
En su novela Paz en la guerra, Miguel de Unamuno representaría a Dorregaray como un masón que cumplía órdenes de la logia central de Bilbao.

## Biografía

### Primera guerra carlista
A los doce años inició su carrera militar en las filas carlistas en calidad de cadete, distinguiéndose el año siguiente en los combates de Guevara y Arlabán. Era subteniente al pactarse, en 1839, el Convenio de Vergara, en virtud del cual pasó con el mismo empleo al Ejército isabelino, tomando parte en las últimas operaciones de la guerra civil en el Centro y Cataluña (tomas de Castellote, Morella y Berga), a las órdenes de Espartero, y obteniendo el grado de teniente por la acción de Torrejón de Ardoz.

### Al servicio del Ejército isabelino
Al ocurrir en 1848 el alzamiento montemolinista, contribuyó a sofocarlo, mereciendo por su comportamiento el grado de capitán.
Peleó en Vicalvaro a las órdenes de O'Donell, lo que le valió el grado de comandante, y en las calles de Madrid para reducir a los revoltosos, en julio de 1856, alcanzando en esta ocasión la cruz de San Fernando.
En la guerra de África, a la que asistió formando parte del primer cuerpo, y donde tuvo por espacio de cinco meses el mando de los presidiarios armados, ganó el empleo de comandante, el grado de teniente coronel y otra cruz de San Fernando en la batalla de Wad-Ras.
En 21 de noviembre de 1862 se le hizo merced del hábito de Santiago y en abril de 1866 fue destinado a Cuba, donde alcanzó el grado de coronel y se ganó la confianza de Lersundi.

### Tercera Guerra Carlista

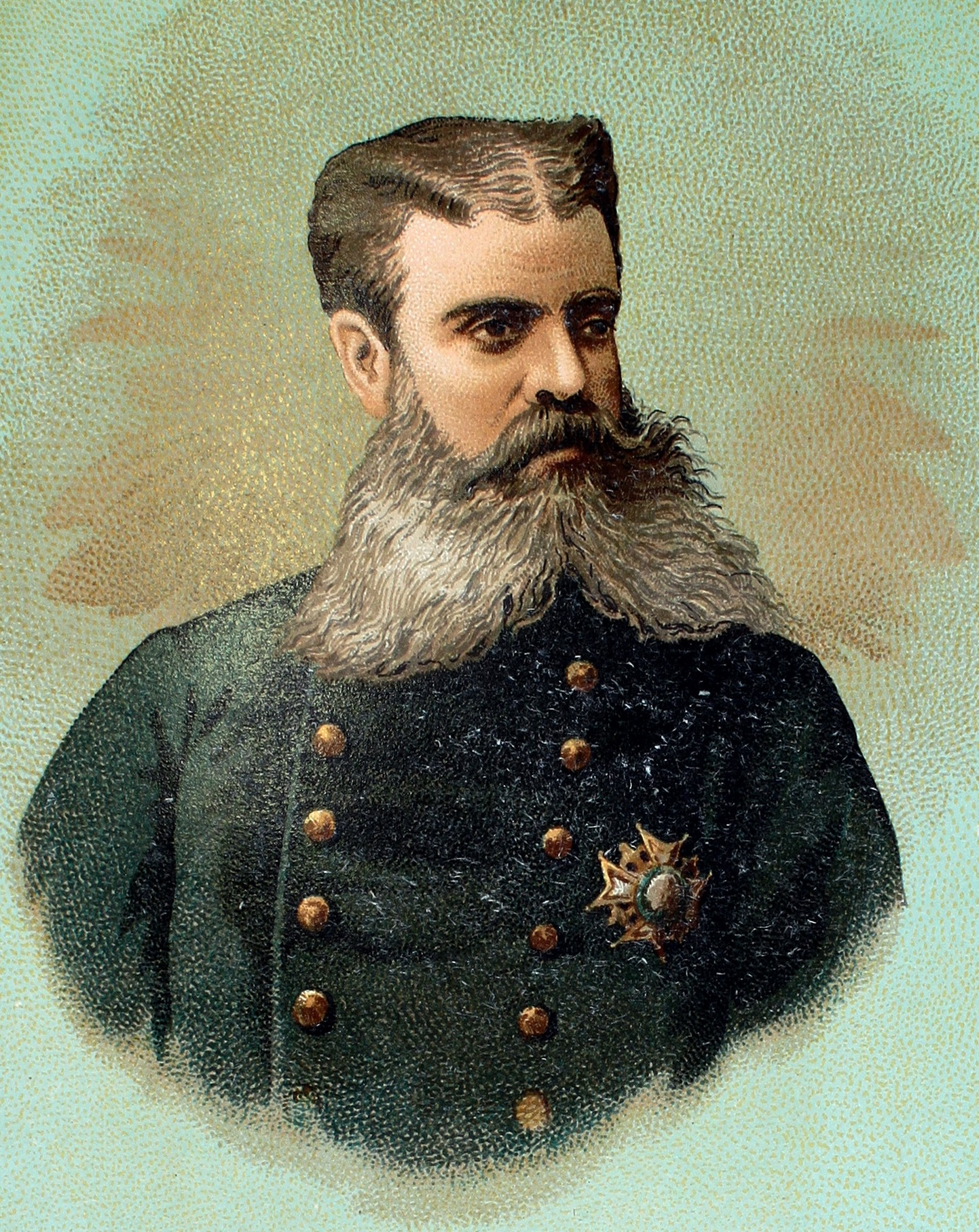
Antonio Dorregaray retratado en la obra de Antonio Pirala Segunda parte de la Guerra Civil. Anales desde 1843 hasta el fallecimiento de don Alfonso XII.

Cuando la revolución de septiembre de 1868 derribó el trono de Isabel II, descontento Dorregaray al ver el rumbo que tomaban los acontecimientos, pidió la licencia absoluta en el Ejército y ofreció sus servicios a Don Carlos, que le hizo brigadier y le dio el mando de la región valenciana, donde llevó a cabo con la mayor actividad todos los preparativos necesarios para el segundo gran alzamiento carlista. El 22 de abril de 1872 se lanzó, pero al día siguiente fue batido y herido gravemente en un brazo en la acción de Portaceli.
Lejos de desanimarse por el mal resultado de su intentona, prosiguió con más ahínco sus trabajos de organización para la próxima guerra, y llamado por Don Carlos marchó a Francia, asistiendo a las sesiones del consejo convocado por aquel para resolver la línea de conducta que se debía seguir, en vista de la negativa de Cabrera a encargarse de la dirección de las fuerzas militares del partido.
Las tendencias de la camarilla que rodeaba a Don Carlos disgustaron profundamente a Dorregaray, que no disimuló su disconformidad con ellos. Al saber que otros caudillos importantes del carlismo habían rehusado el mando de Navarra, por la escasez de los recursos con que se contaba, se ofreció a aceptarlo, y habiéndoselo otorgado Don Carlos, entró en dicha provincia el 17 de febrero de 1873, con el empleo de mariscal de campo y el mando de las provincias vasco-navarras, dedicándose con su actividad acostumbrada a organizar batallones, que en breve pudieron parangonarse con los mejores que contaba el ejército carlista.
Acosado por las columnas liberales en este período de organización, se veía obligado a vivir en continuo movimiento para evitar un descalabro, y como esto hiciera cundir el disgusto entre sus tropas, cambió súbitamente de táctica. Ganó la acción de Monreal, sostuvo los combates de Sanci y de Peñacerrada y alcanzó las victorias de Eraúl sobre el coronel Navarro (al que hizo prisionero con otros ciento, y un cañón) y de Udave sobre Castañón. Se apoderó de los fuertes de Irurzun, Las Campanas, Cirauqui, Lizárraga, Estella, Viana, Portugalete, Luchana y El Desierto, haciéndose con siete piezas de artillería, más de 2000 fusiles y muchos pertrechos de guerra, por lo que fue ascendido a teniente general.
Estas importantes ventajas aumentaron su reputación, y cuando Don Carlos, descontento de la dirección de Elío en el ejército del Norte, decidió relevarlo, lo sustituyó con Dorregaray, nombrándole su jefe de Estado Mayor.
En el nuevo cargo acreditó una vez más su pericia, reorganizando las tropas y creando maestranzas y parques, mandó el centro y el ala derecha de los carlistas en Montejurra, asistió a las batallas de Somorrostro y San Pedro Abanto, por lo que obtuvo la gran cruz roja del Mérito Militar, la medalla de Montejurra, la de Vizcaya y la Gran Cruz de Carlos III.
Tuvo la fortuna de rechazar con fuerzas muy inferiores, en Monte Muru o Abárzuza (27 de junio de 1874), los ataques de Concha, que murió ocasionando su pérdida la retirada del ejército liberal, hecho que le valió la cruz de San Fernando; pero no supo sacar el partido que podía esperarse de tan señalado triunfo.
Sostuvo más tarde la acción de Monte San Juan y relevado en octubre siguiente por Mendiry, sucedió a Lizárraga en el mando del ejército carlista del Centro (Valencia y Aragón), donde reinaba el desbarajuste más completo, procurando afirmar su autoridad y esforzándose con laudable empeño en regularizar la guerra y poner coto a Cucala y sus secuaces.

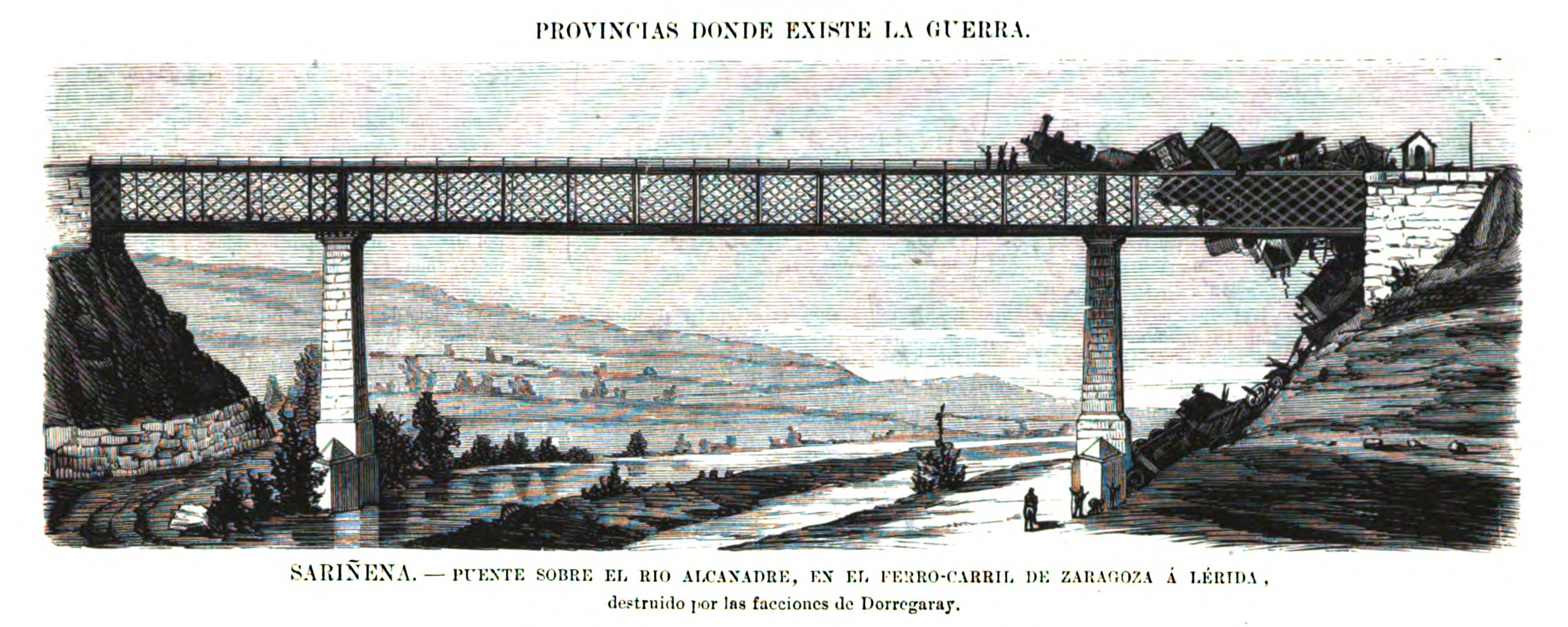
Puente ferroviario sobre el río Alcanadre en Sariñena, saboteado por las facciones de Dorregaray (La Ilustración Española y Americana, 1875)

A pesar de la enorme desproporción de sus fuerzas y medios de combate, sostuvo la acción de Cervera del Maestre frente al general Echagüe y venció en Lucena al general Montenegro; pero cuando fue vencido por Jovellar en Villafranca del Cid y viéndose sin municiones, abandonó el territorio del Centro, reuniendo antes en Villarluengo consejo de generales el 1 de julio de 1875, pasando al día siguiente el Ebro por las barcas de Caspe y de Chiprana y retirándose a Cataluña.
Más de un siglo después, en el año 2006, se publicaría una documentación que demostró que Dorregaray había pactado con el gobierno de Cánovas del Castillo la retirada, sin combatir, del Ejército carlista del Centro. En la mediación participó el abogado barcelonés José Vilaseca y Mogas, cuyos descendientes conservaron los documentos. La contraprestación fueron 25 000 francos y el reconocimiento de grados militares, honores y condecoraciones, pasando todos los militares a situación activa «con mando y empleo dentro de la península». Este acuerdo fue denominado «la traición del Centro», pero no pudo demostrarse en su tiempo. Su denuncia le valió al general Cucala un consejo de guerra del que fue absuelto.
Don Carlos promovió a Dorregaray capitán general, pero mal apoyado por Savalls y poco conocedor del terreno, no pudo sostenerse allí, y las continuas deserciones de su gente y la persecución de las columnas liberales le obligaron a marchar a Navarra, donde llegó con dos batallones, atravesando por el Pirineo el territorio francés. Decidida ya la suerte de su causa, acompañó a Don Carlos a Inglaterra, y pasados algunos años pudo regresar a España, donde terminó oscuramente sus días.
La Enciclopedia Espasa lo definió como «un militar distinguido, que poseyó sobresalientes dotes de organización y de mando». Según la Espasa, su capacidad y valor eran indudables y le merecieron excelente concepto entre sus contemporáneos; pero la poca fortuna que le acompañó en la última etapa de su mando, algunos actos suyos que aparecen poco explicables en un general de mérito, los relevos que ordenó de algunos jefes prestigiosos y sobre todo los fusilamientos de Monet y de Codina, que tanta influencia ejercían entre sus correligionarios de Aragón y Valencia, le hicieron sospechoso a los ojos de los suyos, que no titubearon en acusarle de haberse vendido a sus contrarios. Sin embargo, el mismo Dorregaray pidió a Don Carlos, a principios de diciembre de 1875, que se le formara sumaria para establecer su conducta, como así se hizo, pero en aquel momento no se le pudo probar nada en contra suya.
Don Carlos le concedió también el título de marqués de Eraúl. Fue enterrado en el cementerio de Zaragoza, al lado del general revolucionario Blas Pierrad.